# Accidente del Boeing 737 de Conviasa en 2008
El 30 de agosto de 2008, un Boeing 737-291 Advanced de Conviasa (matrícula YV102T), en un vuelo de traslado desde Maiquetía, Venezuela hasta Latacunga, Ecuador, se estrelló contra el Volcán Illiniza. La aeronave había estado almacenada en Caracas y estaba siendo trasladada a un nuevo propietario. A bordo iban tres tripulantes y no habían pasajeros. No hubo sobrevivientes.

## Aeronave
La aeronave involucrada era un Boeing 737-291 Advanced, con número de serie 21545, equipado con dos motores Pratt & Whitney JT8D-17A, el avión fue entregado originalmente el 6 de julio de 1978 a Frontier Airlines (N7394F). Posteriormente fue vendido a United Airlines (N980UA) y luego a Atlantic Airlines de Honduras (HR-AUB) antes de ser arrendado por Conviasa en marzo de 2007 y rematriculado como YV102T.

## Accidente
El avión despegó desde el Aeropuerto Internacional Simón Bolívar, Venezuela, para ser trasladado a Latacunga, Ecuador, en camino a un taller de mantenimiento en Honduras, para volver a ser adquirido por la aerolínea hondureña Altantic Airlines de Honduras. En ruta, la tripulación se preparó para una aproximación ILS a la pista 18 del Aeropuerto Internacional Cotopaxi, el vuelo estaba en contacto con Latacunga cuando se les autorizó a descender a 18000 pies (5500 metros). En ese momento, a las 20:51 hora local, se encontraban a 20 millas (32 km) de distancia. El controlador solicitó a la tripulación que se reportara a 10 millas (16 km) de distancia para obtener mayor autorización para descender a 150 pies. 
A las 20:53, la torre de control solicitó la información de distancia, y la tripulación informó que se encontraban a unas 12 millas (19 km) de distancia. El controlador les autorizó a descender a 150 pies. Dos minutos después, el vuelo reportó estar sobre el punto LTV del VOR. El controlador instruyó al vuelo para realizar el viraje de procedimiento mientras descendía a 130 pies. Durante la maniobra para el viraje de procedimiento, el vuelo se desvió fuera del espacio aéreo protegido sobre terreno montañoso. El GPWS (sistema de advertencia de la proximidad del terreno) sonó durante 22 segundos y la tripulación intentó mantenerse alejada del terreno, pero el avión se estrelló contra el terreno, tocó varias veces tierra antes de chocar contra la ladera del Volcán Illiniza, a una altitud de 13100 pies (4000 metros).

## Investigación
El accidente fue investigado por la Dirección General de Aviación Civil (DGAC) de Ecuador. La investigación duró 622 días tras el incidente y el informe final fue publicado el 14 de mayo de 2010. Las conclusiones del informe fueron las siguientes:
"La Junta de Investigación de Accidentes determina que la causa probable de este accidente fue la no observancia por parte de la tripulación de vuelo de los procedimientos técnicos, configuración, velocidad y ángulo de inclinación de la aeronave requeridos para completar el giro inicial del Procedimiento de Aproximación Instrumental Número 4 publicado en la Publicación de Información Aeronáutica (AIP) de Ecuador para el aeropuerto de Latacunga, falla que colocó a la aeronave fuera del área protegida (trayectoria publicada), llevándola a un terreno montañoso de gran elevación."
El informe también señaló el desconocimiento por parte de la tripulación del área circundante a la trayectoria de aproximación y la falta de documentación y procedimientos de la aerolínea para la realización de vuelos a aeropuertos no regulares y especiales.